# Rocket League
Rocket League је фудбалска видео-игра коју је развио и објавио Psyonix. Игра је први пут објављена за Microsoft Windows и PlayStation 4 у јулу 2015. године, а портови за Xbox One и Нинтендо Свич су објављени касније. У јуну 2016, 505 Games је почео да дистрибуира физичку малопродајну верзију за PlayStation 4 и Xbox One, а Warner Bros Interactive Entertainment је преузео те дужности до краја 2017. Верзије за Мекинтош и Линукс су такође објављене 2016. године, али подршка за њихове онлајн услуге су одбачене 2020. Игра је постала бесплатна у септембру 2020.

## Гејмплеј
Описана као „фудбал, али са аутомобилима на ракетни погон“, Rocket League има до осам играча додељених сваком од два тима, који користе возила на ракетни погон да ударају лопту у противнички гол и постижу поене током меча . Игра укључује режиме за једног играча и за више играча који се могу играти и локално и онлајн, укључујући игру на више платформи између свих верзија. Каснија ажурирања за игру омогућила су могућност модификације основних правила и додала нове режиме игре, укључујући оне засноване на хокеју на леду и кошарци.
Играчи контролишу аутомобил на ракетни погон и користе га да ударе лопту која је много већа од аутомобила према голу другог тима да би постигли голове, на начин који подсећа на мали фудбал, са елементима који подсећају на дерби рушења. Аутомобили играча имају могућност да скачу да ударе лопту док су у ваздуху. Играчи такође могу да повећају брзину прелазећи својим аутомобилима преко обележених места на терену, омогућавајући им да брзо пређу терен, искористе додатни замах да ударе лопту или се забију у аутомобил другог играча да је униште; у последњем случају, уништени ауто се поново појављује неколико тренутака касније на страни терена њиховог тима. Играч такође може да користи појачање када је у ваздуху да би се покренуо напред у лету, омогућавајући играчима да ударе лопту у ваздуху. Играчи могу да промене оријентацију свог аутомобила док су у ваздуху, што у комбинацији са појачањем у ваздуху омогућава контролисан лет. Играчи такође могу да изводе брза избегавања, узрокујући да њихов аутомобил направи кратак скок и окреће се у датом правцу, што се може користити за гуркање лопте или стицање предности у позиционирању у односу на други тим. 
Утакмице обично трају пет минута, са продужецима ако је утакмица нерешена у том тренутку. Утакмице се могу играти од један на један до четири на четири играча, као и на повременим и рангираним плејлистама. Игра укључује "сезонски" режим за једног играча, при чему се играч такмичи са компјутером.